# Caproni Vizzola F.4
Caproni Vizzola F.4 là một mẫu thử máy bay tiêm kích của Ý, được thiết kế chế tạo từ năm 1939.

## Quốc gia sử dụng
Ý
- Regia Aeronautica

## Biến thể
F.4

## Tính năng kỹ chiến thuật (F.4)
Dữ liệu lấy từ Italian Civil and Military Aircraft 1930-1945
Đặc tính tổng quan
- Kíp lái: 1
- Chiều dài: 8,9 m (29 ft 2 in)
- Sải cánh: 11,29 m (37 ft 0 in)
- Chiều cao: 2,90 m (9 ft 6 in)
- Diện tích cánh: 17,60 m2 (189,4 foot vuông)
- Trọng lượng rỗng: 2,462 kg (5 lb)
- Trọng lượng có tải: 3,000 kg (7 lb)
- Động cơ: 1 × Daimler-Benz DB 601A , 876 kW (1.175 hp)

Hiệu suất bay
- Vận tốc cực đại: 550 km/h (342 mph; 297 kn) trên độ cao 3.750 m (12.305 ft)
- Vận tốc hành trình: 489 km/h (304 mph; 264 kn)
- Tầm bay: 700 km (435 mi; 378 nmi) ở vận tốc 435 km/h (270 mph)
- Trần bay: 9.997,4 m (32.800 ft)

Vũ khí trang bị

- Súng: 2 × súng máy Breda-SAFAT 12,7 mm (0.5 in)